# Pageant
«Pageant» es el tercer sencillo de la banda japonesa Moi dix Mois. Fue lanzado el 6 de octubre de 2004. Este es utilizado por el luchador profesional Taichi en New Japan Pro Wrestling como su tema de entrada

## Lista de canciones
| (8cmCD) |                          |        |        |          |  |
| N.º     | Título                   | Letras | Música | Duración |  |
| 1.      | «Secret Longing»         | Mana   | Mana   | 0:56     |  |
| 2.      | «Pageant»                | Mana   | Mana   | 4:32     |  |
| 3.      | «Pageant (Instrumental)» | Mana   | Mana   | 4:29     |  |
| 15:07   |                          |        |        |          |  |

- Datos: Q3286531